# Arnison
Arnison – rzeka we Francji, przepływająca przez teren departamentu Côte-d’Or, o długości 17,7 km. Stanowi dopływ rzeki Tille. 

## Geografia
Długość rzeki wynosi 17,7 km. Swoje źródło ma w Cirey-lès-Pontailler, a uchodzi do Tille w Champdôtre.

## Główne gminy nad Arnison
Arnison przepływa przez: Tellecey, Longchamp, Soirans, Tréclun, Champdôtre. Wszystkie gminy są położone w departamencie Côte-d’Or.